# Кама (пищевой продукт)
Ка́ма (эст. kama, фин. talkkuna) — толокно (мука) из смеси предварительно обжаренных зёрен ржи, овса, ячменя, гороха, бобов, взятых в равных долях (см. Иез. 4:9). Один из национальных продуктов народов Прибалтики, оставшийся от времени неолита. Этот вид толокна выпускается в настоящее время пищевой промышленностью Эстонии. Традиционное применение камы — смешивание её со свежим молоком, простоквашей, йогуртом, сливками, кефиром в жидкую кашицу или в плотные клёцки, которые едят сырыми. К каме можно добавлять также соль или мёд, превращая её то в закуску, то в сладкое блюдо, подаваемые, как правило, на завтрак.